# Koropuku Falls
Die Koropuku Falls sind ein Wasserfall in der Region Southland auf der Südinsel Neuseelands. Im östlichen Teil des Gebiets The Catlins liegt er in einem Zulauf des Longbeach Creek. Seine Fallhöhe beträgt rund 10 Meter.
Am Chaslands Highway befindet sich etwa auf halber Strecke zwischen den Ortschaften Niagara und Chaslands ein kleiner beschilderter Parkplatz, von dem aus ein Wanderweg in nördlicher Richtung in rund 20 Minuten zum Wasserfall führt.